# Peter Atteslander
Peter Atteslander, né le 17 mars 1926 à Ennenda et mort le 15 janvier 2016 à Port, est un sociologue suisse.
Ses thèmes de recherche sont surtout la sociologie industrielle, la sociologie urbaine, la sociologie de la santé et les méthodes de recherche.

## Biographie
Il suit ses études dès 1947 à l'université de Zurich, respectivement en philosophie chez Hans Barth, en sociologie chez René König et en folklore chez Richard Weiss. En 1952, il est nommé docteur en philosophie. Il part ensuite aux États-Unis où il enseigne pendant deux ans au visiting fellow de la New York State School of Industrial and Labor Relations de l'université Cornell à Ithaca avant de partir une année enseigner à Cologne avec René König.
De 1963 à 1965, il est nommé professeur régulier au centre d’études industrielles de l'université de Genève, puis, de 1964 à 1972, professeur à Berne, puis jusqu'en 1991 à l'université d'Augsbourg.
Il a écrit des livres blancs pour l’industrie du tabac et est actif dans les questions de prévention. Il vivait à Port, dans la région de Bienne.

## Publications (germanophones)
- Methoden der empirischen Sozialforschung [« Méthodes la recherche sociale empirique »], Berlin, de Gruyter, 19958., bearb. Aufl., 81. - 90 Tsd. (rééd. en 2000, 2003 et 2006)
- Public-health-Forschung in der Region Augsburg, Stuttgart, Thieme, 1997
- Globalisierung versus Demokratie?, Frankfurt a.M, Brandes und Apsel, 1999
- Evolution, Soleure, Rotary-Club, 2000
- Europäisches Forum Alpbach, Stuttgart, Thieme, 2000
- Herzinfarkt-Report 2000, Munich, Urban und Fischer, 2000
- Die Letzten Tag der Gegenwart oder das Alibi-Syndrom [« Les Derniers Jours du présent ou le Syndrome de l'alibi »]
- Anatomie der Ratlosigkeit [« Anatomie de l'embarras »], Zurich, Neue Zürcher Zeitung, 2007